# Geografija Indije
Indija leži severno od ekvatorja med 8°4' severne (celine) do 37°6' severne zemljepisne širine in 68°7' vzhodne do 97°25' vzhodne zemljepisne dolžine. Je sedma največja država na svetu s skupno površino 3.287.263 kvadratnih kilometrov. Indija meri 3214 km od severa proti jugu in 2933 km od vzhoda proti zahodu. Ima kopensko mejo 15.200 km in obalo 7.516,6 km.
Na jugu Indija štrli v Indijski ocean in je omejena z njim - zlasti z Arabskim morjem na zahodu, Lakadivskim morjem na jugozahodu, Bengalskim zalivom na vzhodu in Indijskim oceanom na jugu. Palkov preliv in Mannarski zaliv ločujeta Indijo od Šrilanke na njen neposredni jugovzhod, Maldivi pa so približno 125 kilometrov južno od indijskih otokov Lakadivi čez preliv Osme stopnje. Indijski Andamanski in Nikobarski otoki, približno 1200 kilometrov jugovzhodno od celine, delijo morske meje z Mjanmarom, Tajsko in Indonezijo. Najjužnejši vrh indijske celine (8°4′38″N, 77°31′56″E) je tik južno od Kanyakumarija, medtem ko je najjužnejša točka v Indiji točka Indira na otoku Great Nicobar. Najsevernejša točka, ki je pod indijsko upravo, je Indira Col, ledenik Siachen. Indijske teritorialne vode segajo v morje do razdalje 12 navtičnih milj (22,2 km) od osnovne črte obale. Indija ima 18. največjo izključno gospodarsko cono z 2.305.143 km².
Severne meje Indije v veliki meri opredeljuje himalajsko gorovje, kjer država meji na Kitajsko, Butan in Nepal. Njena zahodna meja s Pakistanom leži v Karakorumu in zahodni Himalaji, Pandžabskih nižinah, puščavi Thar in slanih močvirjih Kački Ran. Na skrajnem severovzhodu gorovja Čin in Kačin, globoko gozdnata gorska območja, ločujejo Indijo od Mjanmara. Na vzhodu mejo z Bangladešem v veliki meri opredeljujejo hribi Khasi in Mizo ter območje razvodja Indo-Gangeške nižine.
Ganges je najdaljša reka, ki izvira v Indiji. Sistem Ganges-Brahmaputra zavzema večino severne, osrednje in vzhodne Indije, medtem ko Dekanska planota zavzema večino južne Indije. Kangčendženga v indijski zvezni državi Sikim je najvišja točka v Indiji z 8586 m in tretji najvišji vrh na svetu. Podnebje v Indiji sega od ekvatorialnega na skrajnem jugu do alpskega in tundre v zgornjih regijah Himalaje. Geološko gledano Indija leži na Indijski plošči, severnem delu Indo-avstralske plošče.

## Geološki razvoj
Indija je v celoti na Indijski plošči, veliki tektonski plošči, ki je nastala, ko se je odcepila od starodavne celine Gondvane (starodavne kopenske mase, ki jo sestavlja južni del superkontinenta Pangea). Indo-avstralska plošča je razdeljena na Indijsko in Avstralsko ploščo. Pred približno 90 milijoni let, v obdobju pozne krede, se je Indijska plošča začela premikati proti severu s približno 15 cm/leto. Pred približno 50 do 55 milijoni let, v eocenski dobi kenozoika, je plošča trčila ob Evrazijsko ploščo, potem ko je prepotovala razdaljo od 2000 do 3000 km, pri čemer se je premikala hitreje kot katera koli druga znana plošča. Leta 2007 so nemški geologi ugotovili, da se je Indijska plošča lahko premikala tako hitro, ker ima le polovico debeline drugih plošč, ki so prej sestavljale Gondvano. Trčenje z Evrazijsko ploščo ob sodobni meji med Indijo in Nepalom je oblikovalo orogenski pas, ki je ustvaril Tibetansko planoto in Himalajo. Od leta 2009 se Indijska plošča premika proti severovzhodu s hitrostjo 5 cm/leto, medtem ko se Evrazijska plošča premika proti severu s samo 2 cm/leto. Indija se zato imenuje »najhitrejša celina«. To povzroča deformacijo Evrazijske plošče in stiskanje Indijske plošče s hitrostjo 4 cm/leto.

## Politična geografija
e federativna republika osemindvajsetih zveznih držav in osmih zveznih ozemelj, vključno z ozemljem prestolnice (tj. Delhi). Indijske meje so skupaj dolge 15.200 km.
Njene meje s Pakistanom in Bangladešem so bile začrtane po Radcliffovi črti, ki je bila vzpostavljena leta 1947 med delitvijo Indije. Njegova zahodna meja s Pakistanom se razteza do 3323 km, deli regijo Pundžab in poteka vzdolž meja puščave Thar in Kaćki Rann. Ta meja poteka vzdolž indijskih zveznih držav in ozemelj unije Ladak, Džamu in Kašmir, Pandžab, Radžastan in Gudžarat. Obe državi sta začrtali nadzorno črto (LoC), ki služi kot neformalna meja med območji Kašmirja, ki sta pod upravo Indije in Pakistana. Indija zahteva celotno nekdanjo knežjo državo Džamu in Kašmir, ki vključuje območja, ki jih zdaj upravljata Pakistan in Kitajska, ki so po mnenju Indije nezakonito zasedena območja.
Indijska meja z Bangladešem je dolga 4096,70 km. Zahodna Bengalija, Asam, Meghalaja, Tripura in Mizoram so države, ki mejijo na Bangladeš. Pred letom 2015 je bilo 92 enklav Bangladeša na indijskem ozemlju in 106 indijskih enklav na ozemlju Bangladeša. Te enklave so bile sčasoma zamenjane, da bi poenostavili mejo. Po zamenjavi je Indija izgubila približno 40 km² v korist Bangladeša.
Črta dejanskega nadzora (LAC) je dejanska meja med Indijo in Ljudsko republiko Kitajsko. Prečka 4057 km vzdolž indijskih zveznih držav in zveznih ozemelj Ladak, Himačal Pradeš, Utarakand, Sikim in Arunačal Pradeš. Meja z Burmo (Mjanmarom) se razteza do 1643 km vzdolž vzhodnih meja indijskih severovzhodnih držav, tj. Arunačal Pradeš, Nagaland, Manipur in Mizoram. Indijska meja z Butanom, ki je sredi himalajskega gorovja, poteka 699 km. Sikim, Zahodna Bengalija, Asam in Arunačal Pradeš so države, ki mejijo z Butanom. Meja z Nepalom poteka 1751 km vzdolž vznožja Himalaje v severni Indiji. Utarakand, Utar Pradeš, Bihar, Zahodna Bengalija in Sikim so države, ki mejijo z Nepalom. Koridor Siliguri, ki ga močno zožijo meje Butana, Nepala in Bangladeša, povezuje polotoško Indijo s severovzhodnimi državami.

## Fizičnogeografske regije

### Kratoni
Kratoni je vsak od delov kontinentalne skorje, sestavljena iz zgornje plasti, imenovane platforma, in starejše plasti, imenovane temeljna tla. Ščit je del kratona, kjer talne kamnine izraščajo iz tal, in je razmeroma starejši in stabilnejši del, na katerega tektonika plošč ne vpliva.
Indijski kraton lahko razdelimo na pet glavnih kratonov:
- Kraton Aravali (kraton Marwar-Mewar ali zahodni indijski kraton): pokriva Radžastan ter zahodno in južno Harjano. Obsega kraton Mewar na vzhodu in kraton Marwar na zahodu. Omejuje ga Veliki mejni prelom na vzhodu, peščena puščava Thar v puščavi Thar na zahodu, indogangeški aluvij na severu, Son-Narmada-Tapti na jugu. V glavnem ima kvarcit, marmor, pelit, droba (greywacke) in ugasle vulkane, izpostavljene v Aravalli-Delhi orogenu. Magmatska suita Malani je največja v Indiji in tretja največja magmatska suita na svetu.
- Bundelkand kraton pokriva 26,00 km² v regiji Bundelkhand v Utar Pradešu in Madja Pradešu in tvori osnovo planote Malwa. Omejuje ga Aravali na zahodu, reka Narmada in veriga Satpura na jugu ter indo-gangeški aluvij na severu. Podoben je kratonu Aravali, ki je bil včasih en sam kraton, preden je bil razdeljen na dva z razvojem pasov Hindoli in Mahakošal na robovih dveh kratonov.
- Dharvar kraton (Karnataka Craton), 3,4 - 2,6 Ga, granitno-zelenkasti teren pokriva zvezno državo Karnataka in dele vzhodne in južne zvezne države Maharaštra ter tvori osnovo južnega konca Dekanske planote. Leta 1886 je bil razdeljen na dva tektonska bloka, in sicer vzhodni kraton Dharwar (EDC) in kraton zahodni Dharwar (WDC).
- Singhbhum kraton, 4000 km² veliko območje, ki pokriva predvsem Džarkhand, pa tudi dele Odiše, severne Andra Pradeš, severne Telangane in vzhodne Maharaštre. Omejuje ga planota Chota Nagpur na severu, Vzhodni Gati na jugovzhodu, Bastar kraton na jugozahodu in aluvijska ravnica na vzhodu.
- Kraton Bastar (Bastar-Bhandara kraton) pokriva predvsem Čhatisgarh in tvori osnovo planote Chota Nagpur. Je ostanek 3,4-3,0 Ga starih TTG gnajsov petih tipov. Razdeljen je na Kotri-Dongagarh orogen in preostali del kratona Bastar. Omejen je s tremi prelomi, prelomom Godavari na jugozahodu, Narmada na severozahodu in Mahanadi na severovzhodu.

### Regije
Indijo lahko razdelimo na šest fiziografskih regij. To so:
- Severno gorovje: Himalaja
- Polotočna planota: vsebuje gorske verige (Aravali, Vindhya in Satpura), Gate (Vzhodni Gati in Zahodni Gati) in planote (planota Malva, višavje Chota Nagpur, Južni garanulitski teren, Dekanska planota in Kački Kathiavar planota).
- Severnoindijsko nižavje (ali Indo-Gangeška nižina)
- Puščava Thar
- Obalne ravnice: gube Vzhodnih Gatov in gube Zahodnih Gatov
- Otoki - Andamanski in Nikobarski otoki ter Lakadivi.

### Himalaja
Lok gora, ki ga sestavljajo pogorja Himalaja, Hindukuš in Patkai, določa severne meje indijske podceline. Te so nastale zaradi nenehnega trka tektonskih plošč Indijske in Evrazijske plošče. Gore v teh verigah vključujejo nekatere najvišje gore na svetu, ki delujejo kot ovira za mrzle polarne vetrove. Prav tako spodbujajo monsunske vetrove, ki posledično vplivajo na podnebje v Indiji. Reke, ki izvirajo v teh gorah, tečejo skozi rodovitno Severnoindijsko nižavje. Te gore tvorijo mejo med dvema biogeografskima področjema: zmernim palearktičnim območjem, ki pokriva večino Evrazije, ter tropskim in subtropskim indomalajskim kraljestvom, ki vključuje južno Azijo, jugovzhodno Azijo in Indonezijo.
Himalaja v Indiji se razteza od Ladaka na severu do zvezne države Arunačal Pradeš na vzhodu. Več himalajskih vrhov v Indiji se dviga nad 7000 m, vključno s Kančenjungo (8598 m) na meji Sikima in Nepala in Nanda Devi (7816 m) v Garhval Himalaji v Utarakhandu. Meja sneženja se giblje med 6000 m v Sikimu in okoli 3000 m v Ladaku. Himalaja deluje kot ovira za mrzle katabatske vetrove, ki tečejo navzdol iz Srednje Azije. Tako se severna Indija pozimi ohranja topla ali le rahlo ohlajena; poleti je zaradi istega pojava Indija razmeroma vroča.
Pogorje Karakorum poteka skozi Ladak. Območje je dolgo približno 500 km in je najbolj poledenjen del sveta zunaj polarnih regij. Ledenik Siačen na 76 km velja za drugi najdaljši ledenik na svetu zunaj polarnih območij. Južno mejo Karakoruma tvorita reki Ind in Šjok, ki ločujeta območje od severozahodnega konca Himalaje.
Patkai ali Purvančal sta blizu vzhodne meje Indije z Mjanmarom. Nastali so z istimi tektonskimi procesi, ki so pripeljali do nastanka Himalaje. Fizične značilnosti gorovja Patkai so stožčasti vrhovi, strma pobočja in globoke doline. Pogorje Patkai ni tako razgibano ali visoko kot Himalaja. Tu so trije hribi: Patkai–Bum, Garo–Khasi–Jaintia in hribi Lušai. Pogorje Garo-Khasi leži v Meghalaji. Mavsjnram, vas blizu Čerapundžija, ki leži na privetrni strani teh hribov, se odlikuje po tem, da je najbolj mokro mesto na svetu, saj prejme največ letnih padavin.

### Polotoška planota
Glavne značilnosti indijskega kratona so:
- Gorske verige (v smeri urinega kazalca od zgoraj levo)
  - Pogorje Aravali je najstarejše gorovje v Indiji, ki poteka čez Radžastan od severovzhoda proti jugozahodu in se razteza približno 800 km.[20] Severni konec verige se nadaljuje kot izolirani hribi in skalnati grebeni v Harjano in se konča blizu Delhija. Najvišji vrh v tem območju je Guru Šikhar na gori Abu, ki se dviga na 1722 m, leži blizu meje z Gudžaratom. Pogorje Aravali je erodirana škrbina starodavnega nagubanega gorskega sistema.[21] Gorovje se je dvignilo v predkambrijskem dogodku, imenovanem orogen Aravali–Delhi. Pogorje združuje dva starodavna segmenta, ki sestavljata indijski kraton, segment Marvar na severozahodu območja in segment Bundelkhand na jugovzhodu.
  - Pogorje Vindhya, leži severno od pogorja Satpura in vzhodno od pogorja Aravali, poteka čez večji del osrednje Indije in se razteza na 1050 km.[22] Povprečna nadmorska višina teh hribov je od 300 do 600 m in le redko preseže 700 metrov. Domnevajo, da so nastali zaradi odpadkov, ki so nastali zaradi preperevanja starodavnih gora Aravali. Geografsko ločuje severno Indijo od južne Indije. Zahodni konec območja leži v vzhodnem Gudžaratu, blizu njegove meje z Madja Pradeš, in teče proti vzhodu in severu ter se skoraj sreča z Gangesom pri Mirzapurju.
  - Pogorje Satpura leži južno od pogorja Vindhya in vzhodno od pogorja Aravali, se začne v vzhodnem Gudžaratu blizu obale Arabskega morja in poteka proti vzhodu čez Maharaštro, Madja Pradeš in Čhatisgarh. Razteza se na 900 km s številnimi vrhovi, ki se dvigajo nad 1000 m. Je trikotne oblike, z vrhom pri Ratnapuriju, obe strani pa sta vzporedni z rekama Tapti in Narmada. Poteka vzporedno z gorovjem Vindhya, ki leži na severu, in ti dve verigi od vzhoda do zahoda ločujeta indo-gangeško nižavje od Dekanske planote, ki je severno od reke Narmada.

- Planote (v smeri urinega kazalca od zgoraj levo)
  - Planota Malva se razprostira čez Radžastan, Madja Pradeš in Gudžarat. Povprečna nadmorska višina planote Malva je 500 metrov, pokrajina pa se na splošno spušča proti severu. Večino regije odmakajo reka Čambal in njeni pritoki; zahodni del odmaka zgornji tok reke Mahi.
  - Višavje Chota Nagpur je v vzhodni Indiji in pokriva večji del Džharkhanda ter sosednje dele Odiše, Biharja in Čhatisgarha. Njena skupna površina je približno 65.000 km² in je sestavljena iz treh manjših planot - planot Ranči, Hazaribagh in Kodarma. Planota Ranči je največja s povprečno nadmorsko višino 700 m. Velik del planote je poraščen z gozdovi, ki jih pokrivajo suhi listnati gozdovi Chota Nagpur. Na višavju Chota Nagpur so našli ogromne zaloge kovinskih rud in premoga. Polotok Kathiavar v zahodnem Gudžaratu je omejen s Kuškim zalivom in Kambijskim zalivom. Naravna vegetacija na večini polotoka je grmičasto grmičevje, ki je del ekoregije severozahodnega trnovega gozda.
  - Južno garanulitsko območje: pokriva južno Indijo, zlasti Tamil Nadu, razen zahodnih in vzhodnih Gatov.
  - Dekanska planota je velika trikotna planota, ki jo na severu omejujejo pogorje Vindhya in obkrožajo Vzhodni in Zahodni Gati. Dekan pokriva skupno površino 1,9 milijona km². Večinoma je ravna, z nadmorsko višino od 300 do 600 m. Povprečna višina planote je 610 m nad morsko gladino. Površje se nagiba od 910 m na zahodu do 460 m na vzhodu.[23] Položno se spušča od zahoda proti vzhodu in vsebuje več polotoških rek, kot so Godavari, Krišna, Kaveri in Mahanadi, ki se izlivajo v Bengalski zaliv. Ta regija je večinoma polsušna, saj leži na zavetrni strani obeh Gatov. Velik del Dekanske planote prekrivajo grmičasti gozdovi, posejani z majhnimi območji listopadnega širokolistnega gozda. Podnebje sega od vročih poletij do blagih zim.
  - Planota Kuči Kathiavar je v zvezni državi Gudžarat.

- Gati:
  - Zahodni Gati ali gore Sahjadri potekajo vzdolž zahodnega roba indijske Dekanske planote in jo ločujejo od ozke obalne nižine ob Arabskem morju. Razpon poteka približno 1600 km od južne strani reke Tapti blizu meje med Gudžaratom in Maharaštro ter čez Maharaštro, Goo, Karnatako, Keralo in Tamil Nadu do južne konice Dekanskega polotoka. Povprečna nadmorska višina je okoli 1000 m. Anai Mudi v hribih Anaimalai 2695 m v Kerali je najvišji vrh v Zahodnih Gatih.
  - Vzhodni Gati so nekontinuirano gorovje, ki so ga erodirale in razčetverile štiri velike reke južne Indije, Godavari, Mahanadi, Krišna in Kaveri.[24] Te gore se raztezajo od Zahodne Bengalije do Odiše, Andra Pradeša in Tamil Naduja, vzdolž obale in vzporedno z Bengalskim zalivom. Čeprav niso tako visoki kot Zahodni Gati, so nekateri njegovi vrhovi višji od 1000 m. Hribovje Nilgiri v Tamil Nadu leži na stičišču vzhodnih in zahodnih Gatov. Arma Konda (1690 m) v Andra Pradeš je najvišji vrh v vzhodnih Gatih.

- Suhi listopadni in trnasti gozdovi planotastih območij v Indiji
- Zahodni Gati blizu Matherana
- Koli hribi v vzhodnih Gatih, Tamil Nadu
- Suhi zimzeleni gozdovi vzdolž vzhodnih Gatov, Andra Pradeš

### Severnoindijsko nižavje
Severnoindijsko nižavje, znano tudi kot Indo-gageško nižavje ali Velike ravnice, so velike aluvialne ravnice, v katerih prevladujejo tri glavne reke, Ind, Ganges in Brahmaputra. Tečejo vzporedno s Himalajo, od Džamuja in Kašmirja na zahodu do Asama na vzhodu in odmakajo večino severne in vzhodne Indije. Nižavje obsega površino 700.000 km². Glavni pritoki so Jamuna, Čambal, Gomti, Ghaghara, Kosi, Sutlej, Ravi, Beas, Čenab in Tista - ter reke delte Gangesa, kot je Meghna.
Nižavje je včasih razvrščeno v štiri oddelke:
- Pas Bhabar meji na vznožje Himalaje in je sestavljen iz balvanov in kamnov, ki so jih odnesli potoki. Ker je poroznost tega pasu zelo velika, potoki tečejo pod zemljo. Bhabar je na splošno ozek, njegova širina se giblje med 6 in 15 km.
- Pas Tarai leži južno od sosednje regije Bhabar in je sestavljen iz novejših naplavin. Na tem območju se ponovno pojavijo podzemni tokovi. Regija je prekomerno vlažna in poraščena z gostimi gozdovi. Prav tako je deležen močnih padavin skozi vse leto in je poseljen z različnimi divjimi živalmi.
- Bangarski pas je sestavljen iz starejših naplavin in tvori aluvialno teraso poplavnih ravnic. V Severnoindijskem nižavju ima nizke vzpetine, prekrite z usedlinami laterita.
- Pas Khadar leži v nižinskih predelih za pasom Bangar. Sestavljajo ga sveže novejše naplavine, ki jih nalagajo reke, ki tečejo po nižavju.

Severnoindijsko nižavje je najobsežnejše prostranstvo neprekinjene naplavnine na svetu, ki ga tvori usedline mulja v številnih rekah. Nižavje je ravno, zato je primerno za namakanje preko kanalov. Območje je bogato tudi z viri podzemne vode. Ravnice so eno najbolj intenzivno obdelovanih območij na svetu. Glavna pridelka sta riž in pšenica, ki se gojita v kolobarju. Drugi pomembni pridelki, ki se gojijo v regiji, so koruza, sladkorni trs in bombaž. Severnoindijsko nižavje se uvršča med najgosteje poseljena območja na svetu.

### Puščava Thar
Puščava Thar je po nekaterih izračunih sedma največja puščava na svetu, po nekaterih pa deseta. Tvori pomemben del zahodne Indije in pokriva območje od 200.000 do 238.700 km². Puščava se nadaljuje v Pakistan kot puščava Čolistan. Večina puščave Thar je v Radžastanu in pokriva 61 % njenega geografskega območja.
Približno 10 odstotkov te regije sestavljajo peščene sipine, preostalih 90 odstotkov pa sestavljajo skalnate kamnite oblike, zbita dna slanih jezer ter meddunalna in nepremična območja sipin. Letne temperature se lahko gibljejo od 0 °C pozimi do več kot 50 °C poleti. Večina padavin v tej regiji je povezana s kratkim jugozahodnim monsunom od julija do septembra, ki prinese od 100 do 500 mm padavin. Vode je malo in je v velikih globinah, od 30 do 120 metrov pod tlemi. Padavine so negotove in neredne in segajo od pod 120 mm na skrajnem zahodu do 375 mm proti vzhodu. Edina reka v tej regiji je Luni. Tla sušnega območja so na splošno peščena do peščeno-ilovnate strukture. Konsistentnost in globina se razlikujeta glede na topografske značilnosti. Nizko ležeče ilovice so težje, lahko imajo trdo glino, kalcijev karbonat ali mavec.
V zahodni Indiji sta regiji Kutč v Gudžaratu in Kojna v Maharaštri razvrščeni kot regija cone IV (visoko tveganje) za potrese. Kutč mesto Bhuj je bilo epicenter potresa v Gudžaratu leta 2001, ki je terjal življenja več kot 1337 ljudi in jih je bilo ranjenih 166.836, medtem ko je uničil ali poškodoval skoraj milijon domov. Potres v Laturju leta 1993 v Maharaštri je ubil 7928 ljudi in jih je bilo 30.000 ranjenih. Druga območja imajo zmerno do nizko tveganje za nastanek potresa.

### Obalne ravnice in Gati
Vzhodna obalna nižina je širok del zemlje, ki leži med Vzhodnimi Gati in oceansko mejo Indije. Razteza se od Tamil Naduja na jugu do Zahodne Bengalije na vzhodu. Reke Mahanadi, Godavari, Kaveri in Krišna odmakajo te ravnice. Temperatura v obalnih regijah pogosto presega 30 °C in je povezana z visoko stopnjo vlažnosti. Regija prejema severovzhodno monsunsko in jugozahodno monsunsko deževje. Jugozahodni monsun se razdeli na dve veji, vejo Bengalskega zaliva in vejo Arabskega morja. Veja Bengalskega zaliva se v začetku junija premakne proti severu in prečka severovzhodno Indijo. Veja Arabskega morja se pomika proti severu in izpusti večino svojega dežja na privetrni strani Zahodnih Gatov. Letna količina padavin v tej regiji je v povprečju med 1000 in 3000 mm. Širina nižin se giblje med 100 in 130 km.[42] Ravnine so razdeljene na šest regij – delta Mahanadi, južna nižina Andra Pradeš, delte Krišna-Godavari, obala Kanjakumari, obala Coromandel in peščena obala.
Zahodna obalna nižina je ozek pas kopnega med Zahodnimi Gati in Arabskim morjem, široka od 50 do 100 km. Razteza se od Gudžarata na severu in se razteza skozi Maharaštro, Goo, Karnatako in Keralo. Regijo preplavljajo številne reke in zaledne vode. Reke, ki večinoma izvirajo iz Zahodnih Gatov, so hitro tekoče, običajno trajne in se izlivajo v estuarije. Glavne reke, ki se izlivajo v morje, so Tapti, Narmada, Mandovi in Zuari. Rastlinstvo je večinoma listopadno, vendar vlažni gozdovi Malabarske obale predstavljajo edinstveno ekoregijo. Zahodno obalno nižino lahko razdelimo na dva dela, obalo Konkan in Malabarsko obalo.

### Otoki
Lakadivi ter Andamanski in Nikobarski otoki sta dve veliki indijski otoški formaciji in sta razvrščeni kot ozemlja unije.
Otoki Lakadivi ležijo 200 do 440 km od obale Kerale v Arabskem morju s površino 32 km². Sestavljeni so iz dvanajstih atolov, treh grebenov in petih potopljenih bregov, skupaj s približno 35 otoki in otočki.
Andamanski in Nikobarski otoki se nahajajo med 6° in 14° severne zemljepisne širine ter 92° in 94° vzhodne zemljepisne dolžine. Sestavljeni so iz 572 otokov, ki ležijo v Bengalskem zalivu blizu mjanmarske obale in potekajo v osi sever-jug v dolžini približno 910 km. So se 1255 km od Kalkute in 193 km od rta Negrais v Mjanmaru. Ozemlje sestavljata dve otoški skupini, Andamanski otoki in Nikobarski otoki. Andamanska skupina ima 325 otokov, ki pokrivajo površino 6.170 km², medtem ko ima skupina Nikobar le 247 otokov s površino 1765 km². Tu je edini aktivni vulkan v Indiji, otok Barren. Nazadnje je izbruhnil leta 2017. Narcondum je mirujoči vulkan, v Baratangu pa je blatni vulkan. Indira Point, najjužnejša kopenska točka Indije, je na Nikobarskih otokih na 6°45'10″N in 93°49'36″E in leži le 189 km od indonezijskega otoka Sumatra proti jugovzhodu. Najvišja točka je Mount Thullier na 642 m.
Drugi pomembni otoki v Indiji so Diu, nekdanja portugalska kolonija; Majuli, rečni otok Brahmaputre; Elephanta v bombajskem pristanišču; in Sriharikota, pregradni otok v Andra Pradešu. Otok Salsette je najbolj poseljen indijski otok, na katerem je mesto Mumbaj (Bombay). Dvainštirideset otokov v Kuškem zalivu tvori morski narodni park.

## Naravni viri

### Ekološki viri

#### Vodna telesa
Indija ima približno 14.500 km celinskih plovnih poti. Obstaja dvanajst rek, ki so razvrščene kot velike reke, s skupnim porečjem, ki presega 2.528.000 km². Vse glavne reke v Indiji izvirajo iz enega od treh glavnih porečij:
- Himalaja in Karakorum
- Vindhya in Satpura sta v osrednji Indiji
- Sahjadri ali Zahodni Gati v zahodni Indiji

Himalajske reke se napajajo s snegom in imajo stalno oskrbo skozi vse leto. Druga dva rečna sistema sta odvisna od monsunov in se v sušnem obdobju skrčita v potočke. Himalajske reke, ki tečejo proti zahodu v Pandžab, so Ind, Džhelum, Čenab, Ravi, Beas in Sutlej.
Sistem Ganges-Brahmaputra-Meghana ima največje porečje približno 1.600.000 km². Samo porečje Gangesa ima približno 1.100.000 km². Ganges izvira iz ledenika Gangotri v Utarakhandu. Teče proti jugovzhodu in se izliva v Bengalski zaliv. (Reki Jamuna in Gomti izvirata prav tako v zahodni Himalaji in se v nižinah združita z Gangesom. Brahmaputra izvira na Tibetu na Kitajskem, kjer je znana kot reka Yarlung Tsangpo). V Indijo vstopi v zvezni državi Arunačal Pradeš na skrajnem vzhodu, nato teče proti zahodu skozi Asam. Brahmaputra se združi z Gangesom v Bangladešu, kjer je znana kot reka Džamuna.
Čambal, še en pritok Gangesa, prek Jamune izvira iz razvodja Vindhya-Satpura. Reka teče proti vzhodu. Reki, ki tečeta proti zahodu iz tega razvodja, sta Narmada in Tapi, ki se v Gudžaratu izlivata v Arabsko morje. Rečno omrežje, ki teče od vzhoda proti zahodu, predstavlja 10 % celotnega odtoka.
(Zahodni Gati so izvir vseh rek Dekanske planote, ki vključujejo reko Godavari, reko Krišna in reko Kaveri, vse se izlivajo v Bengalski zaliv. Te reke predstavljajo 20 % celotnega odtoka Indije).
Močno jugozahodno monsunsko deževje povzroči, da Brahmaputra in druge reke raztegnejo bregove in pogosto poplavijo okoliška območja. Čeprav kmetom riževih polj zagotavljajo v veliki meri zanesljiv vir naravnega namakanja in gnojenja, so takšne poplave ubile na tisoče ljudi in povzročajo selitve ljudi na takih območjih.
Večji zalivi so Kambajski zaliv, zaliv Kutč in zaliv Mannar. Prelivi so Palkov preliv, ki ločuje Indijo od Šrilanke; preliv Deset stopinj, ki ločuje Andamane od Nikobarskih otokov; in preliv Osem stopinj, ki ločuje otoke Lakadive in Amindive od otoka Minicoj na jugu. Pomembni rti so Kanjakumari (prej imenovan Cape Comorin), južni vrh celinske Indije; Indira Point, najjužnejša točka v Indiji (na Velikem Nikobarskem otoku); Ramov most in Point Calimere. Arabsko morje leži zahodno od Indije, Bengalski zaliv in Indijski ocean ležita na vzhodu oziroma jugu. Manjša morja so Lakadivsko in Andamansko morje. V Indiji so štirje koralni grebeni, ki so na Andamanskih in Nikobarskih otokih, v zalivu Mannar, Lakedivi in zalivu Kutč. 
Pomembna jezera so jezero Sambhar, največje slano jezero v državi v Radžastanu, jezero Vembanad v Kerali, jezero Koleru v Andra Pradešu, jezero Loktak v Manipurju, jezero Dal v Kašmirju, jezero Čilka (lagunsko jezero) v Odiši in jezero Sasthamkota v Kerali.

### Mokrišča
Indijski močvirni ekosistem je široko razširjen od hladnih in sušnih v regiji Ladak v Džamu in Kašmirju do tistih z mokrim in vlažnim podnebjem polotoka Indije. Večina mokrišč je neposredno ali posredno povezanih z rečnimi mrežami. Indijska vlada je določila skupno 71 mokrišč za ohranitev in so del svetišč in narodnih parkov. Gozdovi mangrov so prisotni vzdolž indijske obale v zaščitenih estuarijih, potokih, zalednih vodah, slanih močvirjih in blatnih ravninah. Območje mangrov obsega skupno 4461 km², kar predstavlja 7 % celotnega svetovnega pokrova mangrov. Pomembne mangrove so na Andamanskih in Nikobarskih otokih, delti Sundarbans, zalivu Kutč in deltah rek Mahanadi, Godavari in Krišna. Deli Maharaštre, Karnatake in Kerale imajo tudi velike pokrove mangrov.
Delta Sundarbans je dom največjega mangrovega gozda na svetu. Leži ob izlivu Gangesa in se razprostira po območjih Bangladeša in Zahodne Bengalije. Sundarbans je na Unescovem seznamu svetovne dediščine, vendar je označen ločeno kot Sundarbans (Bangladeš) in Narodni park Sundarbans (Indija). Sundarbans seka zapletena mreža vodnih poti ob plimovanju, blatnih ravninah in majhnih otokih mangrovovih gozdov, odpornih na sol. Območje je znano po raznoliki favni, kjer živijo številne vrste ptic, pegasti jeleni, krokodili in kače. Najbolj znan prebivalec je bengalski tiger. Ocenjuje se, da je na tem območju zdaj 400 bengalskih tigrov in približno 30.000 pegastih jelenov.
Kački Ran je močvirna regija v severozahodnem Gudžaratu in mejni provinci Sindh v Pakistanu. Zavzema skupno površino 27.900 km². Regija je bila prvotno del Arabskega morja. Geološke sile, kot so potresi, so povzročile zajezitev regije in jo spremenile v veliko laguno s slano vodo. To območje se je postopoma napolnilo z muljem in se tako spremenilo v sezonsko slano močvirje. Med monsuni se območje spremeni v plitvo močvirje, ki pogosto poplavi do kolen. Po monsunih se regija posuši in postane izsušena.

### Gospodarski viri

#### Obnovljivi vodni viri
Celotni obnovljivi vodni viri Indije so ocenjeni na 1907,8 km³ na leto. Njena letna zaloga uporabne in obnovljive podzemne vode znaša 350 milijard kubičnih metrov. Izkoriščenih je le 35 % virov podzemne vode. Približno 44 milijonov ton tovora se letno premakne skozi glavne reke in vodne poti v državi. Podzemna voda zagotavlja 40 % vode v indijskih namakalnih kanalih. 56 % zemlje je obdelovalne in se uporablja za kmetijstvo. Črna prst zadržuje vlago in je prednostna za suho kmetovanje ter gojenje bombaža, lanenega semena itd. Gozdna tla se uporabljajo za nasade čaja in kave. Rdeče prsti imajo široko razpršenost vsebnosti železa.

#### Mineralno olje
Večina indijskih zalog nafte, ocenjenih na 5,4 milijarde sodčkov (860.000.000 m3), je v porečjih Mumbai High, zgornjem Asamu, Cambaju, Krišna-Godavari in Cauveri. Indija ima približno sedemnajst bilijonov kubičnih čevljev zemeljskega plina v Andra Pradeš, Gudžaratu in Odiši. Uran kopljejo v Andra Pradešu. Indija ima 400 termalnih vrelcev srednje do visoke entalpije za proizvodnjo geotermalne energije v sedmih provincah - Himalaja, Sohana, Cambay, delta Narmada-Tapti, delta Godavari ter Andamanski in Nikobarski otoki (zlasti vulkanski Barren Island).

#### Minerali in rude
Indija je največja svetovna proizvajalka sljudnih blokov in drobljencev sljude. Indija je na drugem mestu med največjimi svetovnimi proizvajalci barita in kromita. Pleistocenski sistem je bogat z minerali. Indija je tretja največja proizvajalka premoga na svetu in četrta po proizvodnji železove rude. Je peti največji proizvajalec boksita, drugi največji proizvajalec surovega jekla od februarja 2018, ko je zamenjal Japonsko, sedmi največji proizvajalec manganove rude in osmi največji proizvajalec aluminija. Indija ima pomembne vire titanove rude, diamantov in apnenca. Indija ima 24 % svetovno znanega in ekonomsko upravičenega torija, ki ga kopljejo ob obalah Kerale. Zlato so kopali v zdaj že propadlih zlatih poljih Kolar v Karnataki.

## Podnebje
Na podlagi Köppnovega sistema Indija gosti šest glavnih podnebnih podtipov, od sušne puščave na zahodu, alpske tundre in ledenikov na severu ter vlažnih tropskih območij, ki podpirajo deževne gozdove na jugozahodu in otoška ozemlja. Ima štiri letne čase: zimo (januar–februar), poletje (marec–maj), monsunsko (deževno) sezono (junij–september) in postmonsunsko obdobje (oktober–december).
Himalaja deluje kot ovira za mrzle katabatske vetrove, ki tečejo navzdol iz Srednje Azije. Tako se severna Indija pozimi ohranja topla ali le rahlo ohlajena; poleti zaradi istega pojava Indija postane relativno vroča. Čeprav Rakov povratnik — meja med tropi in subtropi — poteka skozi sredino Indije, se celotna država šteje za tropsko.
Poletje v večjem delu Indije traja med marcem in junijem. Temperature lahko čez dan presežejo 40 °C. V obalnih regijah temperatura presega 30 °C  skupaj z visoko stopnjo vlažnosti. Na območju puščave Thar lahko temperature presežejo 45 °C. Monsunske oblake, ki nosijo dež, privlači sistem nizkega tlaka, ki ga ustvarja puščava Thar. Jugozahodni monsun se razdeli na dva rokava, rokav Bengalskega zaliva in rokav Arabskega morja. Krak Bengalskega zaliva se v začetku junija premakne proti severu in prečka severovzhodno Indijo. Krak Arabskega morja se pomika proti severu in odlaga večino svojega dežja na privetrni strani Zahodnih Gatov. Zime na indijskem polotoku so blage do tople dni in hladne noči. Severneje je temperatura nižja. Temperature v nekaterih delih indijskih nižin včasih padejo pod ledišče. Večino severne Indije v tej sezoni pesti megla. Najvišja zabeležena temperatura v Indiji je bila 51 °C v mestu Phalodi v Radžastanu. Najnižja pa je bila −60 °C v Drasu, Džamu in Kašmirju.

## Geologija
Geološke značilnosti Indije so razvrščene glede na njihovo dobo nastanka. Predkambrijske formacije sistemov Kudapah in Vindhyan so razporejene po vzhodnih in južnih državah. Majhen del tega obdobja se razteza po zahodni in osrednji Indiji. Paleozojske formacije iz kambrijskega, ordovicijskega, silurskega in devonskega sistema najdemo v regiji Zahodne Himalaje v Kašmirju in Himačal Pradešu. Mezozojska formacija Deccan Traps je vidna nad večino severne Dekanske planote; domneva se, da so rezultat sub-aerial vulkanske dejavnosti. Tla Trapa so črne barve in ugodna za kmetijstvo. Karbonski sistem, permski sistem in triasni sistemi so vidni v zahodni Himalaji. Jurski sistem je viden v zahodni Himalaji in Radžastanu.
Terciarni odtisi so vidni v delih Manipurja, Nagalanda, Arunačal Pradeša in vzdolž himalajskega pasu. Kredni sistem je viden v osrednji Indiji v Vindidžah in delu Srednjeindijskega nižavja. Sistem Gondvana je viden na območju reke Narmada v hribovju Vindhya in Satpura. Eocenski sistem je viden v zahodni Himalaji in Asamu. Oligocenske formacije so vidne v Kutču in Asamu. Pleistocenski sistem najdemo nad osrednjo Indijo. Andamanski in Nikobarski otoki naj bi v tem obdobju nastal zaradi vulkanov. Himalaja je nastala s konvergenco in deformacijo Indo-Avstralske in Evrazijske plošče. Njihova nenehna konvergenca vsako leto dvigne višino Himalaje za en centimeter.
Tla v Indiji lahko razvrstimo v osem kategorij: aluvialna, črna, rdeča, lateritna, gozdna, sušna in puščavska, slana in alkalna ter šotna in organska tla. Aluvialna prst predstavlja največjo skupino tal v Indiji, saj predstavlja 80 % celotne kopenske površine. Izhaja iz odlaganja mulja, ki ga prenašajo reke, in ga najdemo v Velikih severnih nižinah od Pandžaba do doline Asam. Aluvialna tla so na splošno rodovitna, vendar jim primanjkuje dušika in so po navadi fosforna. Nacionalni organ za obvladovanje nesreč pravi, da je 60 % indijskega kopnega nagnjenega k potresom in 8 % dovzetnega za tveganja ciklonov.
Črna prst je dobro razvita v območju lave Dekanske planote v Maharaštri, Gudžaratu in Madja Pradeš. Ta vsebuje visok odstotek gline in zadržujejo vlago. Rdečo prst najdemo v Tamil Naduju, planoti Karnataka, planoti Andra, višavju Chota Nagpur in Aravalisu. Tej primanjkuje dušika, fosforja in humusa. Lateritne prsti nastanejo v tropskih regijah z obilnimi padavinami. Obilne padavine povzročijo izpiranje vsega topnega materiala zgornje plasti prsti. Običajno jih najdemo v zahodnih Gatih, vzhodnih Gatih in hribovitih območjih severovzhodnih držav, ki so deležna močnih padavin. Gozdna tla se pojavljajo na pobočjih gora in hribov v Himalaji, Zahodnih Gatih in Vzhodnih Gatih. Ta so običajno sestavljena iz velikih količin odmrlih listov in drugih organskih snovi, imenovanih humus.

## Ekstremne točke
Najsevernejša točka, ki si jo lasti Indija, leži na ozemlju pod pakistansko upravo Gilgit-Baltistan, ki ga Indija zahteva kot del ozemlja unije Ladak. Najsevernejša točka, ki jo upravlja Indija, leži na ozemlju unije Ladak, ki ga Pakistan zahteva kot del avtonomnega ozemlja Azad Kašmir. Ta seznam zagotavlja najsevernejšo točko, kot trdi Indija; najsevernejša sporna točka, ki je pod upravo Indije; in najsevernejša nesporna točka v Indiji. Ta primer velja tudi za najvišje ležeče regije.
Najbolj vzhodna indijska država je Arunačal Pradeš. Kitajska zahteva del države kot del avtonomne regije Tibet, čeprav jo upravlja Indija. Najbolj vzhodno ozemlje pod indijsko upravo je v tej sporni regiji. Posledično ta seznam omenja sporne in nesporne najbolj vzhodne točke v Indiji.
Vsi astronomski izračuni se izvajajo glede na centralno postajo na zemljepisni dolžini 82°30' vzhodne zemljepisne širine 23°11' severno.
| Lega                     | Lokacija                                                                        | Administrativna enota          | Mejna enota                 | Koordinate                                      | Ref(s)        |
| ------------------------ | ------------------------------------------------------------------------------- | ------------------------------ | --------------------------- | ----------------------------------------------- | ------------- |
| Sever (sporen, upravlja) | Vzhodno od Indira Col na ledeniku Siačen                                        | Ladak                          | Šindžjang, Kitajska         | 35°40′28″N 76°50′40″E / 35.674521°N 76.844485°E | [ 56 ]        |
| Sever (sporen, trdi)     | Vzhodno od prelaza Kilik v gorovju Karakorum na meji Šindžjang-Gilgit-Baltistan | Gilgit-Baltistan, Pakistan     | Šindžjang, Kitajska         | 37°05′09″N 74°42′10″E / 37.08586°N 74.70291°E   | [ 57 ]        |
| Sever (nesporno)         | Severno od Kang La na severnem koncu doline Mijar v okrožju Lahaul in Spiti     | Himačal Pradeš                 | Ladak                       | 33°15′22″N 76°47′56″E / 33.25615°N 76.79877°E   | [ 58 ]        |
| Jug                      | Točka Indira na skrajnem južnem koncu Velikega Nikobarskega otoka               | Andamanski in Nikobarski otoki | Indijski ocean              | 6°44′48″N 93°50′33″E / 6.74678°N 93.84260°E     | [ 59 ] [ 60 ] |
| Jug (celina)             | Rt Comorin blizu Kanyakumarija                                                  | Tamil Nadu                     | Indijski ocean              | 8°04′08″N 77°33′08″E / 8.06890°N 77.55230°E     | [ 59 ] [ 61 ] |
| Vzhod (sporen, upravlja) | Jugovzhodno od Donga (pred Kibithu v okrožju Anjav)                             | Arunačal Pradeš                | Kačin, Mjanmar              | 28°00′42″N 97°23′44″E / 28.01168°N 97.39564°E   | [ 59 ] [ 62 ] |
| Vzhod (nesporno)         | Prelaz Čaukan, vzhodno od Vidžajnagarja v okrožju Čanglang                      | Arunačal Pradeš                | Kačin, Mjanmar              | 27°08′10″N 97°09′57″E / 27.13611°N 97.16575°E   | [ 63 ]        |
| Zahod                    | Sir Creek v okrožju Kutč                                                        | Gudžarat                       | delta Inda, Sindh, Pakistan | 23°37′34″N 68°11′39″E / 23.6261°N 68.1941°E     | [ 64 ]        |

## Nadmorske višine
| Ekstrem                                  | Ime ekstrema  | Nadmorska višina    | Lega                                                                      | Država                     | Koordinate                                    | Reference |
| ---------------------------------------- | ------------- | ------------------- | ------------------------------------------------------------------------- | -------------------------- | --------------------------------------------- | --------- |
| Najvišje (nesporno)                      | Kangčendzenga | 8.586 m (28.169 ft) | Vzhodna Himalaja na indijsko-nepalski meji                                | Sikim                      | 27°42′09″N 88°08′54″E / 27.70250°N 88.14833°E | [ 59 ]    |
| Najvišje (sporno, zahtevano)             | K2            | 8.611 m (28.251 ft) | Karakorum na meji med Gilgit-Baltistan (Pakistan) in Šindžjang (Kitajska) | Gilgit-Baltistan, Pakistan | 35°52′57″N 76°30′48″E / 35.88250°N 76.51333°E | [ 59 ]    |
| Najvišje (nesporno in v celoti v Indiji) | Nanda Devi    | 7.816 m (25.643 ft) | Garhval Himalaja                                                          | Utarakhand                 | 30°22′36″N 79°58′15″E / 30.37667°N 79.97083°E | [ 59 ]    |
| Najnižja                                 | Kutanad       | −22 m (−72,2 ft)    | okrožje Alapuža                                                           | Kerala                     | 9°09′13″N 76°28′23″E / 9.15360°N 76.47300°E   | [ 65 ]    |

## Druga literatura
- Natek, Karel (2006). Države sveta. Mladinska knjiga. ISBN 86-11-17130-6.
- Singh, R.L. (1971). India A Regional Geography. National Geographical Society of India. ISBN 978-8185273181.
- Nag, Prithvish; Sengupta, Smita (1992). Geography of India. Concept Publishing Co. ISBN 978-8170223849.
- Spate, O.H.K.; Learmonth, A.T.A. (1967). India and Pakistan: A General and Regional Geography. Methuen Publishing Ltd. ISBN 978-1138290723.
- Pal, Saroj K. (1998). Physical Geography of India: A Study in Regional Earth Sciences. Sangam Books Ltd. ISBN 978-0863117510.
- Kale, Vishwas S. (2014). Landscapes and Landforms of India (World Geomorphological Landscapes). Springer. ISBN 978-9402400298.
- Sanyal, Sanjeev (2015). The Incredible History of India's Geography. Penguin Books Ltd. ISBN 978-0143333661.
- Balfour, E (1976). Encyclopaedia Asiatica: Comprising Indian Subcontinent, Eastern and Southern Asia. Cosmo Publications. ISBN 81-7020-325-2.
- Allaby, M (1998). Floods. Facts on File. ISBN 0-8160-3520-2.
- Nash, JM (2002). El Niño: Unlocking the Secrets of the Master Weather Maker. Warner. ISBN 0-446-52481-6.
- »Land and Natural Resources«. Terrain. Arhivirano iz prvotnega spletišča dne 22. februarja 2006. Pridobljeno 6. junija 2005.